# St. Athanasius (Berg im Drautal)

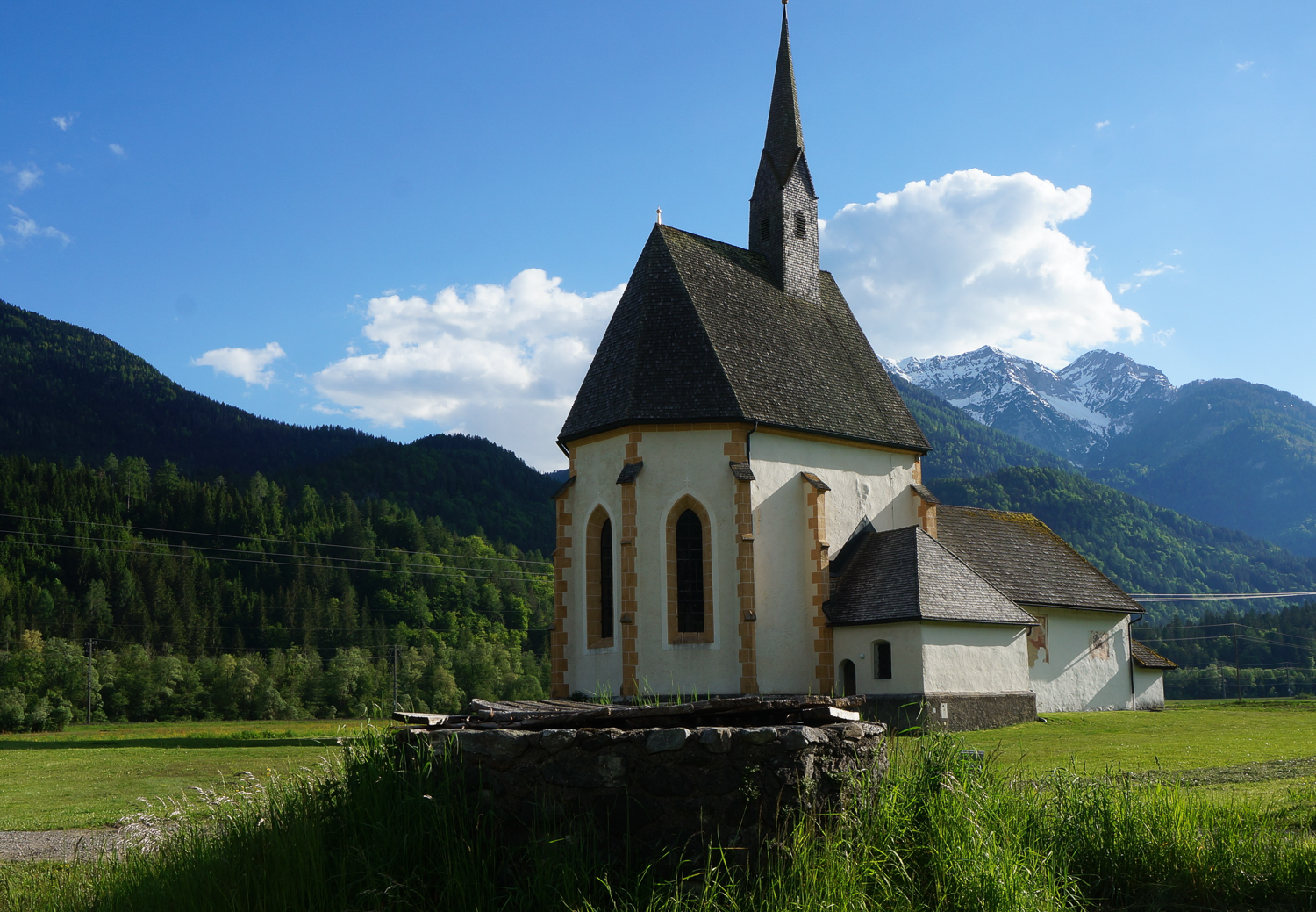
Blick auf den Chor

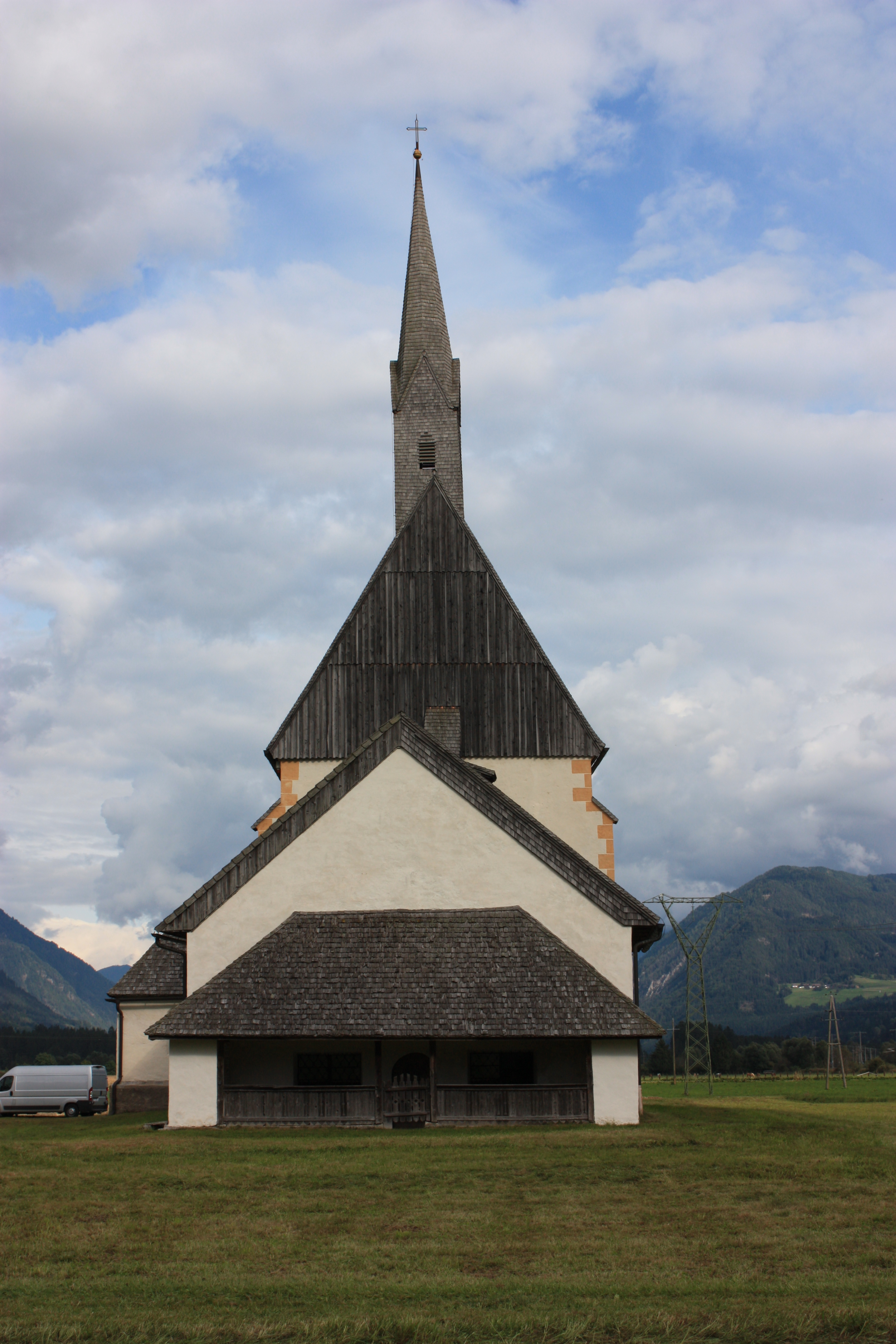
Westansicht

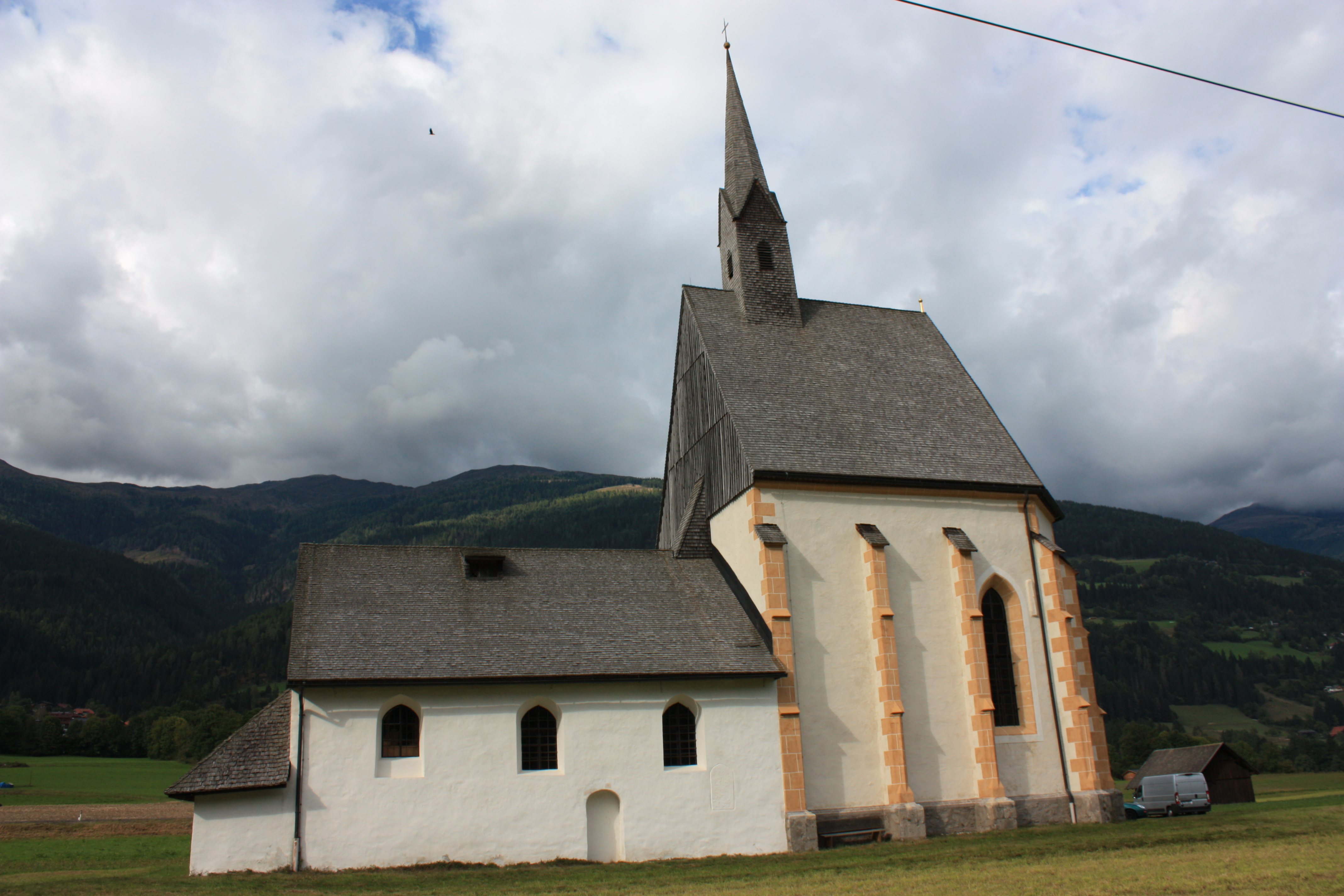
Südansicht

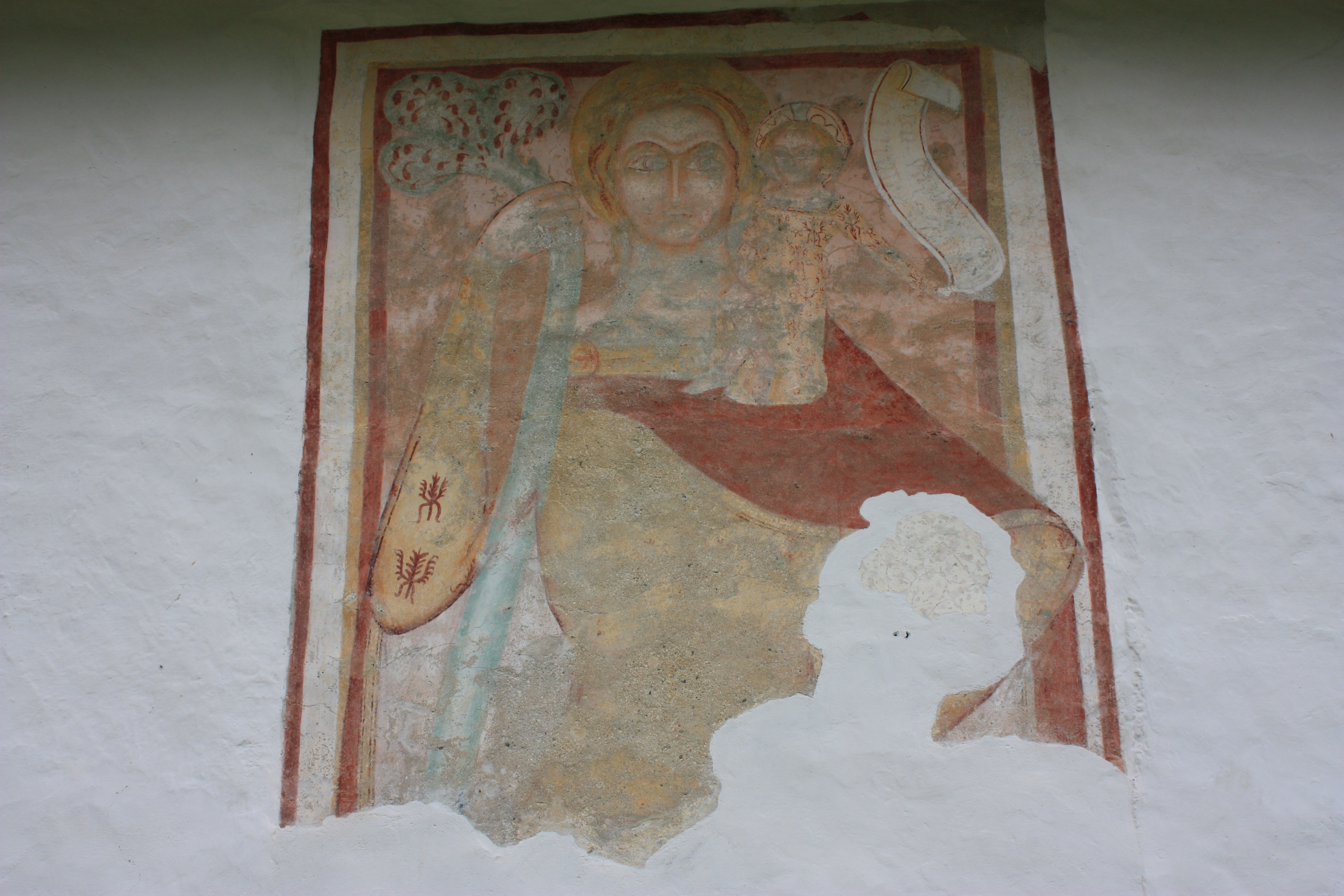
Christophorusfresko

Die Filialkirche Sankt Athanasius ist eine ehemalige Wallfahrtskirche in der Gemeinde Berg im Drautal und gehört zur gleichnamigen Pfarre. Die Kirche steht auf freiem Feld nahe der Drau.

## Geschichte
Die 1443 erstmals urkundlich erwähnte Kirche wurde 1485 vom Bischof von Caorle, dem heiligen Nonnosus geweiht. Das Patrozinium des heiligen Athanasius wird erstmals 1782 erwähnt.
Die Errichtung der Kirche darf auf den Hl. Athanasius. Patriarch von Alexandria, zurückgeführt werden. Auf seiner Reise ins Exil nach Trier – er musste im Trinitätsstreit nach dem Konzil von Nizäa (325) Alexandria verlassen – kam er in das Obere Drautal und machte hier Station. Die Reiseroute über die Adria bis Aquileia und über den Plöckenpass bis ins römische Irschen (Ursen / Loncium) kann angenommen werden. Mit der Freilegung einer frühen Bischofskirche in Irschen am Burgbichl (Grabung 2022) lässt sich in der Natur ein gleichseitiges Dreieck über die Dreifaltigkeitskapelle in Amlach zeichnen: Adamskopf (südlich des Burgbichls) – Dreifaltigkeitskapelle Amlach – Hochkreuzgipfel (in der Kreuzeckgruppe) und der Standort der Kirche St. Athanasius gleichnishaft darstellen: Die Kirche liegt auf der Visur Dreifaltigkeitskapelle – Hochkreuz, die Bischofskirche auf der Visur Adamskopf – Hochkreuz. Der Abstand Dreifaltigkeitskapelle zur Kirche St. Athanasius (im freien Feld) entspricht dem Abstand Adamskopf zur ergrabenen Bischofskirche am Burgbichl in Irschen.

## Bauwerk
Das ungewohnte Aussehen der Kirche ergibt sich durch den sehr hohen spätgotischen Chor mit Dachreiter und Spitzgiebelhelm, der östlich an ein niedriges, breites, romanisches Langhaus mit einer noch niedrigeren, östlichen, offenen Vorlaube in Schiffbreite anschließt. Der Chor war wohl als erste Bauetappe einer größeren Wallfahrtskirche gedacht.
Der zweijochige Chor mit Fünfachtelschluss wird von zweifach gestuften Strebepfeilern gestützt. Die drei Lanzettfenster des Chores sind neu verglast. Im Norden ist an den Chor eine barocke Sakristei angebaut. Das Langhaus besitzt Rundbogenfenster und je ein Rundbogenportal im Westen und im Süden. Das an der Nordwand fragmentarisch erhaltene Christophorusfresko wurde um 1400 gemalt.
Im Inneren besitzt das Langhaus eine flache Holzdecke, die die untere Zone des Dachstuhls miteinbezieht. Die Kassettendecke des 17. Jahrhunderts wurde 1994 in ihrer ursprünglichen Form wiederhergestellt. Die dreiseitige, hölzerne, barocke Orgelempore ist mit 1687 bezeichnet. Ein eingezogener spitzbogiger Triumphbogen verbindet das Langhaus mit dem Chor.
Im 1481 datierten Chor ruht das Netzrippengewölbe auf Wandvorlagen mit Runddiensten und Kapitellringen. An der Südwand des Chores befindet sich eine Sakramentsnische. Ein abgefastes, korbbogenförmiges Portal führt in die Sakristei mit gratigem Sterngewölbe.

## Fresken
An der Nordwand des Langhauses haben sich Reste zweier ursprünglich übereinander gelegener (zeitlich unterschiedlicher) monumentaler Standfigurenzyklen erhalten, die jeweils Jesus Christus mit den zwölf Aposteln zeigen.
Der untere (ältere) Bildzyklus wird teilweise von der Orgelempore überdeckt. Die Figuren stellen einen heiligen Bischof und die Apostel Thomas, Judas Thaddäus, Jakobus der Jüngere, Paulus, Matthäus, Jesus Christus und die Apostel Petrus und Andreas dar. Diese Apostelreihe ist unmittelbar verwandt mit dem Fresko des Nikolaus Kentner in der Pfarrkirche Kötschach aus dem Jahre 1499, sie ist jedoch stilistisch älter.
Die darüber stehende (spätere) Apostelreihe stammt aus dem späten 16. Jahrhundert und wiederholt die Komposition der darunter stehenden Apostel.
Auf dem Chorschlussstern im Chorgewölbe ist das Christushaupt wiedergegeben, auf den runden Schlusssteinen Sonne, Mond, Sterne und Wappen. In den Zwickeln der Rippen sind zarte Ranken gemalt. In den Gewölbefeldern sind in vertieften Vier- und Fünfpässen Halbfiguren der Apostel und anderer Heiliger dargestellt. In den Dreipasszwickeln sind die Vierzehn Nothelfer zu sehen. Die Fresken im Chor wurden um 1481 von einer der Pacherschule nahestehenden Tiroler Werkstätte geschaffen und
1965 freigelegt.

## Einrichtung
Georg Andre Freiherr von und zu Kronegg, der damalige Kärntner Landeshauptmann, stiftete 1666 gemeinsam mit seiner Gattin den Hochaltar. Der Ädikulaaltar mit gewundenen Weinrankensäulen hat im gesprengten Segmentgiebel einen kleinen Ädikulaaufsatz. Die Mittelnische birgt die Skulpturen der Heiligen Athanasius, Georg und Andreas. Seitlich stehen zwei Bischofsfiguren. Das Aufsatzbild stellt die Heilige Familie dar.
Der vom Ende des 17. Jahrhunderts stammende Wandaltar mit kräftigem Akanthusdekor trägt in der breiten Mittelnische die gotische Statue des heiligen Nonnosus aus dem dritten Viertel des 15. Jahrhunderts sowie vier Bischofsfiguren. Die Schnitzgruppe im Aufsatzmedaillon stellt die Heilige Dreifaltigkeit dar.
Am Korb der aus der ersten Hälfte des 18. Jahrhunderts stammenden Kanzel sind die gemalten Darstellungen der vier Evangelisten und des Guten Hirten. Die rechts am oberen Korbrand befestigte Hand hielt ehemals ein Kruzifix. Die Bekrönung des Schalldeckels bildet das Gottesauge im Strahlenkranz.
Zur weiteren Ausstattung der Kirche gehören an der nördlichen Triumphbogenwand eine in der Mondsichel stehende Madonna mit Kind im Strahlenkranz aus dem 17. Jahrhundert, Konsolfiguren der Heiligen Leonhard und Florian aus dem 18. Jahrhundert, unter der Empore eine Statuette des heiligen Athanasius aus dem 16. Jahrhundert, ein Fragment einer römerzeitlichen Grabinschrift, sowie ein kleiner Bestand origineller Votivbilder.
Die ursprünglichen Seitenaltäre des Langhauses sind heute in der Pfarrkirche Mariae Geburt in Berg im Drautal aufgestellt.